# Hōki (era)
Hōki (宝亀) foi uma era do Japão (年号,, nengō,, lit. "nome do ano") após Jingo-keiun e antes de Ten'ō. Este período compreende os meses de outubro de 770 a janeiro de 781 d.C. O imperador da época era o Kōnin-tennō (光仁天皇).

## Mudança de era
- 770 Hōki gannen (宝亀元年): O novo nome de era foi criado para marcar um evento ou uma série de eventos. A era anterior terminou e a nova era começou em Jingo-keiun 4, no 18º dia do 8º mês de 770.[3]

## Eventos da eraHōki
- 23 de outubro de 770 (Hōki 1, 1º dia do 10º mês): o nome da era foi trocado para marcar o início do reinado do Imperador Konin.[3]
- 778 (Hōki 9): O Imperador concedeu ao Kashima-jinja um selo divino para uso em documentos.[4]
- 28 de agosto de 779 (Hōki 10, 7º mês): Fujiwara no Momokawa morreu aos 48 anos de idade.[5]
- 781 (Hōki 12, 4º mês ): O Imperador abdicou em favor de seu filho, que mais tarde seria conhecido como Imperador Kammu. O reinado do Imperador Konin durou 11 anos.[3]
- 781 (Hōki 12, 12º mês): Konin morreu com 73 anos de idade.[6]